# زمین‌لرزه کازرون
زمین‌لرزه کازرون ممکن است به یکی از موارد زیر اشاره داشته باشد:
- زمین‌لرزه ۱۳۷۸ کازرون
- زمین‌لرزه ۱۳۸۹ کازرون